# Grand Prix Viborg 2016
La 4e édition du Grand Prix Viborg a eu lieu le 30 avril 2016. La course fait partie du calendrier UCI Europe Tour 2016 en catégorie 1.2.
L'épreuve a été remportée lors d'un sprint à cinq coureurs par le Néerlandais Johim Ariesen (Metec-TKH-Mantel) qui s'impose respectivement devant deux Danois de la même équipe, Andreas Hyldgaard et Kasper Asgreen (Trefor).

## Présentation

### Équipes
Classé en catégorie 1.2 de l'UCI Europe Tour, le Grand Prix Viborg est par conséquent ouvert aux équipes continentales professionnelles danoises, aux équipes continentales professionnelles étrangères dans la limite de deux, aux équipes continentales, aux équipes nationales et aux équipes régionales et de clubs.
Trente-trois équipes participent à ce Grand Prix Viborg - quatorze équipes continentales, une équipe nationale et dix-huit équipes régionales et de clubs :
| Équipes continentales | Équipes continentales | Équipes continentales |
| Nom de l'équipe       | Pays                  | Code                  |
| --------------------- | --------------------- | --------------------- |
| Almeborg-Bornholm     | Danemark              | ABB                   |
| Bliz-Merida           | Suède                 | BLI                   |
| Christina Jewelry     | Allemagne             | SGT                   |
| ColoQuick-Cult        | Danemark              | TCQ                   |
| Coop-Øster Hus        | Norvège               | COH                   |
| FixIT.no              | Norvège               | FIX                   |
| Giant Scatto U23      | Danemark              | GSU                   |
| Metec-TKH-Mantel      | Pays-Bas              | MET                   |
| Parkhotel Valkenburg  | Pays-Bas              | PVC                   |
| Rad-net Rose          | Allemagne             | RNR                   |
| Ringeriks-Kraft       | Norvège               | KRA                   |
| Riwal Platform        | Danemark              | RIW                   |
| Soigneur-Copenhagen   | Danemark              | TSO                   |
| Trefor                | Danemark              | TTF                   |

| Équipe nationale             | Équipe nationale | Équipe nationale |
| Nom de l'équipe              | Pays             | Code             |
| ---------------------------- | ---------------- | ---------------- |
| Équipe nationale de Finlande | Finlande         | FIN              |

| Équipes régionales et de clubs | Équipes régionales et de clubs | Équipes régionales et de clubs |
| Nom de l'équipe                | Pays                           | Code                           |
| ------------------------------ | ------------------------------ | ------------------------------ |
| Asker CK                       | Norvège                        | -                              |
| CK Hymer                       | Suède                          | -                              |
| Dutch Military                 | Pays-Bas                       | -                              |
| Finnfalz-Rush Racing           | Finlande                       | -                              |
| Frederikshøj CC                | Danemark                       | -                              |
| Grenland SK                    | Norvège                        | -                              |
| Herning CK                     | Danemark                       | -                              |
| IBT Isolering-Ridley           | Danemark                       | -                              |
| IK Hero                        | Norvège                        | -                              |
| Lillehammer CK                 | Norvège                        | -                              |
| NBC Elite                      | Danemark                       | -                              |
| Odder CK                       | Danemark                       | -                              |
| Region Nord Danmark            | Danemark                       | -                              |
| Stavanger SK                   | Norvège                        | -                              |
| Trondheim VK                   | Norvège                        | -                              |
| Upsala CK                      | Suède                          | -                              |
| Vejle CK                       | Danemark                       | -                              |
| Webike-CK Aarhus               | Danemark                       | -                              |

## Classements

### Classement final
La course est remportée par le Néerlandais Johim Ariesen (Metec-TKH-Mantel).
| \| Classement général \| Classement général \| Classement général \| Classement général \| Classement général \| \| Coureur \| Coureur \| Pays \| Équipe \| Temps \| \| ------------------ \| ------------------ \| ------------------- \| ------------------ \| ------------------ \| \| 1er \| Johim Ariesen \| Pays-Bas \| Metec-TKH-Mantel \| 5 h 02 min 22 s \| \| 2e \| Andreas Jeppesen \| Danemark \| Trefor \| + 0 s \| \| 3e \| Kasper Asgreen \| Danemark \| Trefor \| + 0 s \| \| 4e \| August Jensen \| Norvège \| Coop-Øster Hus \| + 0 s \| \| 5e \| Håvard Blikra \| Norvège \| Coop-Øster Hus \| + 0 s \| \| 6e \| Emil Vinjebo \| Danemark \| Giant Scatto U23 \| + 2 s \| \| 7e \| Krister Hagen \| Norvège \| Coop-Øster Hus \| + 2 s \| \| 8e \| Aske Vorre Louring \| Royaume du Danemark \| ColoQuick-Cult \| + 2 s \| \| 9e \| Stefan Kreder \| Pays-Bas \| Metec-TKH-Mantel \| + 5 s \| \| 10e \| Hampus Anderberg \| Suède \| ColoQuick-Cult \| + 9 s \| |                    |                     |                  |                 |
| |                    |                     |                  |                 |
| Sources : ProCyclingStats Cycling Quotient Cycling Archives |                    |                     |                  |                 |
| Classement général |                    |                     |                  |                 |
| Coureur | Coureur            | Pays                | Équipe           | Temps           |
| 1er | Johim Ariesen      | Pays-Bas            | Metec-TKH-Mantel | 5 h 02 min 22 s |
| 2e | Andreas Jeppesen   | Danemark            | Trefor           | + 0 s           |
| 3e | Kasper Asgreen     | Danemark            | Trefor           | + 0 s           |
| 4e | August Jensen      | Norvège             | Coop-Øster Hus   | + 0 s           |
| 5e | Håvard Blikra      | Norvège             | Coop-Øster Hus   | + 0 s           |
| 6e | Emil Vinjebo       | Danemark            | Giant Scatto U23 | + 2 s           |
| 7e | Krister Hagen      | Norvège             | Coop-Øster Hus   | + 2 s           |
| 8e | Aske Vorre Louring | Royaume du Danemark | ColoQuick-Cult   | + 2 s           |
| 9e | Stefan Kreder      | Pays-Bas            | Metec-TKH-Mantel | + 5 s           |
| 10e | Hampus Anderberg   | Suède               | ColoQuick-Cult   | + 9 s           |

### UCI Europe Tour
Ce Grand Prix Viborg attribue des points pour l'UCI Europe Tour 2016, par équipes seulement aux coureurs des équipes continentales professionnelles et continentales, individuellement à tous les coureurs sauf ceux faisant partie d'une équipe ayant un label WorldTeam.
| Position           | 1er | 2e | 3e | 4e | 5e | 6e | 7e | 8e à 10e |
| Classement général | 40  | 30 | 25 | 20 | 15 | 10 | 5  | 3        |

## Liste des participants
- Liste de départ complète